# Vargunge
Denna artikel handlar om vargunge som åldersgrupp i scouting. Se varg för djuret.

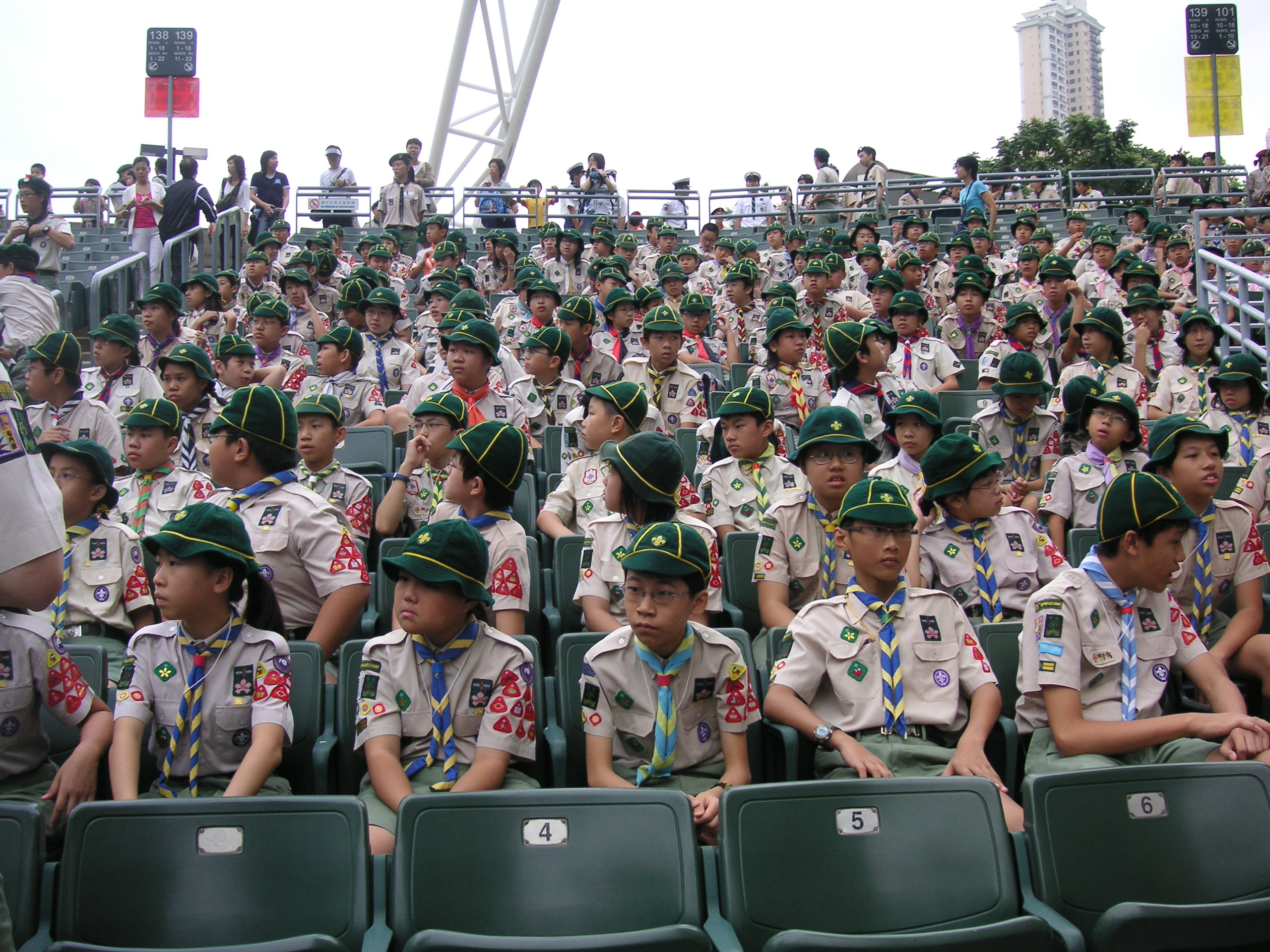
Motsvarande vargungescouter i Hongkong.

Vargunge (engelska Cub Scout) är en ålderssektion inom internationell scouting, vanligtvis inriktad på pojkar i åldrarna 8–10 år. Ursprungligen var vargungarna liksom pojkscouterna tänkta att endast omfatta pojkar; flickor förväntades ansluta sig till blåvingarna och sedan flickscouterna. Sedan 1990 har många länders motsvarighet till vargungarna öppnats för såväl flickor som pojkar. I världens största scoutnation, USA, är Cub Scouts enbart för pojkar. Vissa länder har även en sjöscoutsvariant av vargungarna. 
I Sverige finns sektionen "vargunge" inte kvar som begrepp, eftersom flick- och pojkscouting har gått samman i alla fem scoutförbunden. Sektionen har ersatts av Spårar- och Upptäckarscout inom Scouterna,  Frälsningsarmén och Nykterhetsrörelsens scoutförbund. Inom SMU-scout har vargungarna ersatts av Nyingscout och Patrullscout.